# Assassin's Creed IV: Black Flag
Assassin's Creed IV: Black Flag is een computerspel, ontwikkeld door Ubisoft Montreal en uitgegeven door Ubisoft. Het is het dertiende deel van de Assassin's Creed-reeks en het vervolg op Assassin's Creed III uit 2012. Wereldwijd kwam het spel op 29 oktober 2013 uit voor PlayStation 3 en Xbox 360. De versies voor PlayStation 4, pc en Wii U kwamen in Nederland en België uit op 21 november. De releasedatum van de Xbox One-versie was op 22 november. Het spel was nog voor het einde van 2013 wereldwijd 10 miljoen keer verscheept.  Op 6 December 2019 is de game samen met Assassin's Creed Rogue op de Nintendo Switch verschenen als The Rebel Collection.

## Gameplay
Het spel beschikt over drie grote steden in de Caraïben: Havana, Kingston en Nassau, die onder invloed zijn van Spanje, het Verenigd Koninkrijk en piraten. In het spel zijn er 50 locaties te ontdekken, en een 60/40 verhouding aan respectievelijk zeemacht en landexploratie. Assassin's Creed IV: Black Flag heeft een open wereld waarbij de missies meer op die van het eerste deel van de Assassin's Creed-reeks lijken, maar wel minder beperktheden voor de speler hebben. Er is meer openheid van de wereld in het begin van het spel dan bij Assassin's Creed III, waarbij spelers zich veel meer aan het "script" moesten houden. De speler heeft de mogelijkheid om jungles, ruïnes, forten en kleine dorpjes te verkennen. Het jachtsysteem zoals dat in Assassin's Creed III wordt ook behouden, waardoor de speler kan jagen op het land of met een harpoen op zee. In Black Flag heeft de speler de mogelijkheid schepen aan zijn eigen vloot toe te voegen, welke door hem dan op missie gestuurd kunnen worden.
Multiplayer is ook terug, met nieuwe instellingen en spelmodi, al speelt zich dit alleen op het land af.

## Synopsis

### Personages
De protagonist of hoofdpersonage wordt deze keer vertolkt door Edward James Kenway, een Britse piraat. Edward is de vader van Haytham Kenway en de grootvader van Connor Kenway, het hoofdpersonage uit Assassin's Creed III. Net zoals in de vorige spellen komen er historische personen in voor, zoals Zwartbaard, Anne Bonny, Mary Read, Charles Vane, Benjamin Hornigold en Jack Rackham (Calico Jack).

### Verhaal
Net zoals in de vorige Assassin's Creed-spellen zijn verhalen in het verleden.  Het verhaal in het verleden speelt zich af tijdens de "Gouden Eeuw" van de piraterij waarbij het hoofdpersonage Edward Kenway een gevreesde piratenkapitein is die is ingelijfd door piraten en een missie moet voltooien omdat de vijanden een bron van kracht van de eerste beschaving hebben gevonden in de Caraïben.

## Downloadbare inhoud
Op 8 oktober 2013 maakte Ubisoft bekend dat een Season Pass beschikbaar zou zijn bij de lancering voor PlayStation 3, PlayStation 4, Xbox 360, Xbox One en pc. De Season Pass geeft toegang tot alle DLC. De meeste DLC is ook verkrijgbaar zonder Season Pass.
| Naam                           | Info                                                                | Releasedatum                                      |
| ------------------------------ | ------------------------------------------------------------------- | ------------------------------------------------- |
| Aveline de Grandpré's memories | PS3/PS4/pc exlusive, hierin bestuurt de speler Aveline              | 29 oktober 2013 (PSN) 19 november 2013 (pc)       |
| Freedom Cry                    | Missies voor singleplayer, hierin bestuurt de speler Adéwalé        | 17 december 2013 (PSN/Live) 19 december 2013 (pc) |
| Crusader & Florentine Pack     | Voorwerpen voor singleplayer                                        | 21 november 2013 (pc) Onbekend (PSN/Live)         |
| Death Vessel Pack              | Voorwerpen voor singleplayer                                        | 19 november (pc) Onbekend (PSN/Live)              |
| Kraken Ship Pack               | Voorwerpen voor singleplayer (Season Pass exclusive)                | Onbekend (pc/PSN/Live)                            |
| Illustrious Pirates Pack       | Voorwerpen voor single- en multiplayer en missies voor singleplayer | Onbekend (PC/PSN/Live)                            |
| Blackbeard's Wrath             | Personages voor multiplayer                                         | 10 december 2013 (pc/Live) 11 december 2013 (PSN) |
| Guild of Rogues                | Personages voor multiplayer                                         | 11 februari 2014 (pc) Onbekend (PSN/Live)         |

## Edities
| Inhoud                         | Standaard (consoles & pc) | Special Edition (consoles & pc)     | Skull Edition (consoles & pc)                  | Buccaneer Edition (consoles & pc)                             | Black Chest Edition (consoles & pc)                           |
| ------------------------------ | ------------------------- | ----------------------------------- | ---------------------------------------------- | ------------------------------------------------------------- | ------------------------------------------------------------- |
| Speldisk                       | Ja                        | Ja                                  | Ja                                             | Ja                                                            | Ja                                                            |
| Exclusieve verpakking          | Nee                       | ?                                   | Nee                                            | Ja                                                            | Ja                                                            |
| Artbook                        | Nee                       | Nee                                 | Ja                                             | Ja                                                            | Ja                                                            |
| Edward-figuur                  | Nee                       | Nee                                 | Nee                                            | Ja (45 cm)                                                    | Ja (55 cm)                                                    |
| Steelbook                      | Nee                       | Nee                                 | Ja (Jumbo)                                     | Nee                                                           | Ja                                                            |
| Soundtrack                     | Nee                       | Nee                                 | Ja                                             | Ja                                                            | Ja                                                            |
| Wereldkaart der piraten        | Nee                       | Nee                                 | Nee                                            | Nee                                                           | Ja                                                            |
| Twee lithografen               | Nee                       | Nee                                 | Ja                                             | Ja                                                            | Ja                                                            |
| Jackdaw-Piratenvlag            | Nee                       | Nee                                 | Ja                                             | Nee                                                           | Ja                                                            |
| Twee schermafdrukken           | Nee                       | Nee                                 | Nee                                            | Nee                                                           | Ja                                                            |
| Singleplayermissie             | Nee                       | Ja (Opgeofferde geheimen)           | Ja (Verborgen raadsel en Opgeofferde geheimen) | Ja (Zwarte eiland, Verborgen raadsel en Opgeofferde geheimen) | Ja (Zwarte eiland, Verborgen raadsel en Opgeofferde geheimen) |
| Single- en multiplayerobjecten | Nee                       | Ja (Kapitein Kenway's nalatenschap) | Ja (Kapitein Kenway's nalatenschap)            | Ja (Kapitein Kenway's nalatenschap)                           | Ja (De trofee der piraten)                                    |

## Ontvangst
| Beoordeeld door      | Jaar | Platform | Score |
| -------------------- | ---- | -------- | ----- |
| GameStar (Duitsland) | 2013 | Windows  | 90%   |
| PC Games (Duitsland) | 2013 | Windows  | 87%   |
| Jeuxvideo.com        | 2013 | Windows  | 80%   |
| 4Players.de          | 2013 | Xbox One | 80%   |
| 4Players.de          | 2013 | Windows  | 80%   |
| 4Players.de          | 2013 | Xbox 360 | 79%   |